# 卡斯萊克 (明尼蘇達州)
卡斯萊克（英語：Cass Lake）是一個位於美國明尼蘇達州卡斯縣的城市。

## 人口
根據2020年美國人口普查的數據，卡斯萊克的面積為2.83平方千米，當中陸地面積為2.83平方千米，而水域面積為0.00平方千米。當地共有人口675人，而人口密度為每平方千米239人。